# Bahman Ghobadi
Bahman Ghobadi, född 1 februari 1969 i Baneh i Iran, är en kurdisk-iransk filmregissör bosatt i Iran.

## Filmografi
- Golbaji
- A Glance
- Again Rain with Melody
- Party
- Like Mother
- God's Fish
- Notebook's Quote
- Ding
- Life in Fog
- The Pigeon of Nader Flew
- Telephone Booth
- A Time for Drunken Horses
- Marooned in Iraq
- War is Over
- Daf
- Turtles Can Fly
- Niwemang aka Half Moon